# Stamnodes unilinea
Stamnodes unilinea är en fjärilsart som beskrevs av Walker 1867. Stamnodes unilinea ingår i släktet Stamnodes och familjen mätare. Inga underarter finns listade i Catalogue of Life.